# Case Corporation

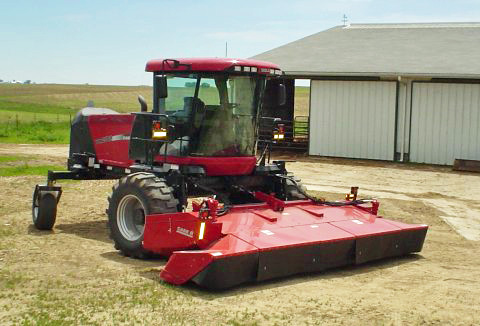
Maquinaria agrícola Case

Case Corporation nació como J.I. Case & Company en 1842 en el estado norteamericano de Wisconsin, fundada por un joven de 23 años llamado Jerome Increase Case, y fue la primera empresa en incorporar la fuerza del vapor al uso agrícola.
En 1985 se unió con la International Harvester para formar la Case International Harvester o Case IH, y en 1999 con New Holland para formar CNH Global.
El nombre "Case" se diferencia en dos marcas de la compañía:
- Bajo Case CE[1] (de Construction Equipment), CNH Global es la tercera mayor manufacturera de equipos para la construcción en el mundo.
- Bajo Case IH[2] (de International Harvester), CNH Global es la segunda mayor manufacturera de equipamiento para la agricultura en el mundo, cuyo tradicional color rojo es una firma alrededor del mundo.

Hoy pertenece al Grupo Fiat.

## Maquinarias
A través de una red de más de 4900 vendedores y distribuidores profesionales, CASE IH vende la línea completa de equipamientos y servicios de soporte para sus clientes con repuestos, servicios, y productos financieros.  CASE IH incluye un rango total en tractores, cosechadoras convencionales y especiales para algodón, caña de azúcar, café, equipos para enolaje y forrajes, roturación de suelos, siembra y pulverización.
CNH opera bajo seis marcas, cuatro de las cuales son globales (New Holland Agriculture, Case IH, New Holland Construction, Case Construction) y dos son regionales (Steyr para máquinas agrícolas y Kobelco para construcción).
New Holland Construction lanzó controles de patín para dirigir las cargadoras compactas en América del Norte, para mejorar la facilidad de manejo y la maniobrabilidad.  Las nuevas cargadoras sobre 3 neumáticos, para América del Norte y Europa, ofrecen nuevas cabinas con una mayor visibilidad superior durante las operaciones de carga.

## Case en Argentina
En 1890 se asentó en Buenos Aires la primera filial de Case Corporation en Hispanoamérica. Está presente en el mercado local con su línea de tractores, cosechadoras, pulverizadoras, equipos forrajeros y accesorios de Agricultura de precisión.
Inversión: en los últimos años, CNH desarrolló un plan de inversiones en Argentina por U$S 200 millones. Incluye la construcción de la planta industrial inaugurada en 2013 en Ferreyra (Córdoba).
Planta industrial: instalada en Córdoba, de 210000 m² de superficie y equipada con tecnología de última generación. Capacidad instalada para producir 50000 motores, 4000 tractores y 2000 cosechadoras por año.